# Châtelaine
Châtelaine é uma revista canadense em língua francesa sobre o estilo de vida das mulheres publicada no Quebec. Tanto Châtelaine como sua versão em língua inglesa, Chatelaine, são publicadas mensalmente pela Rogers Media, Inc., uma divisão da Rogers Communications.